# Martin von Weißenburg

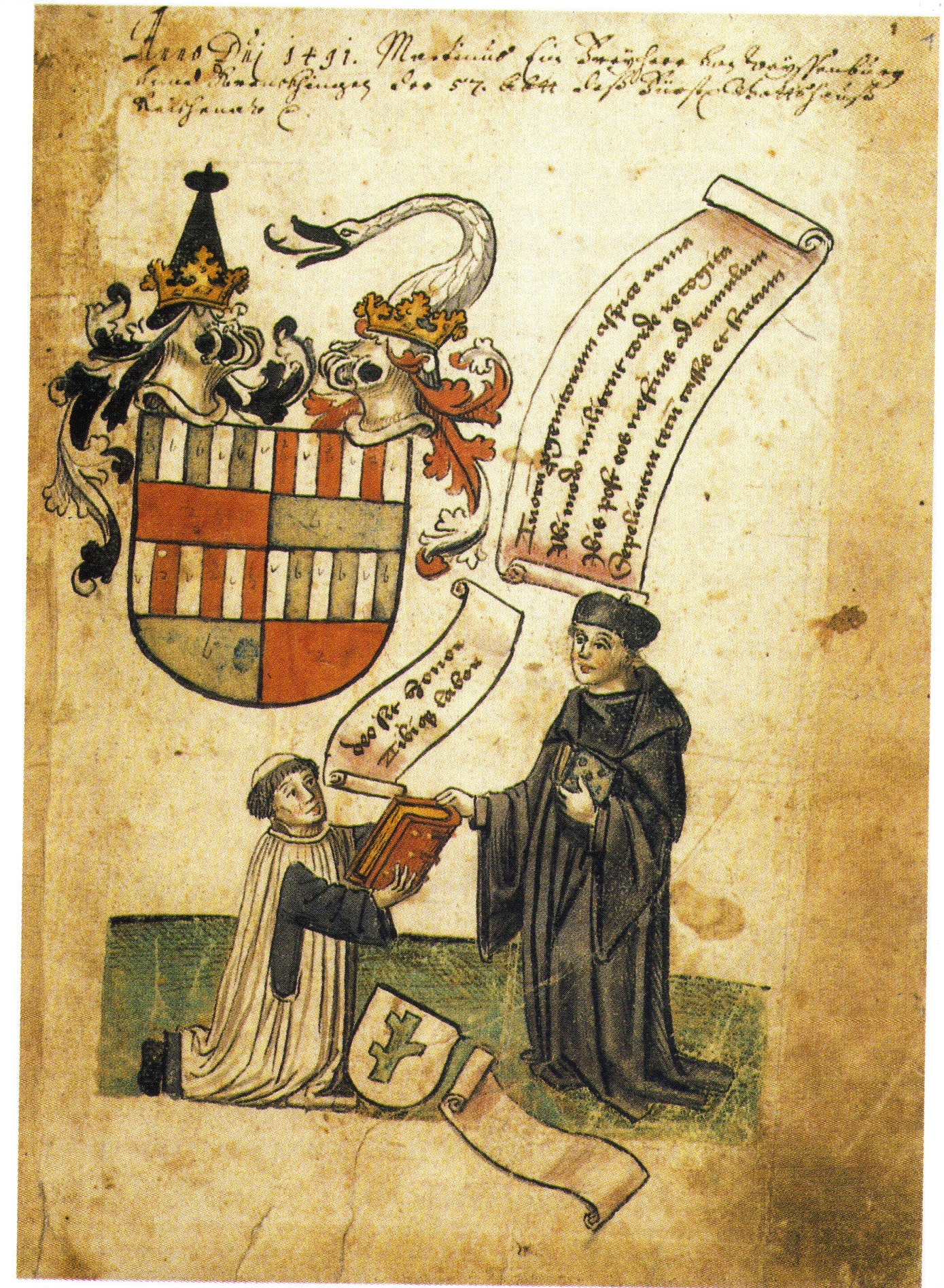
Gallus Oehem übergibt Martin von Weissenburg die Chronik der Reichenau: Freiburger Handschrift

Martin von Weißenburg (* um 1470; † 8. Oktober 1508 auf der Insel Reichenau) war ein Magister, Konventherr und Abt des Klosters Reichenau und stammte aus dem Geschlecht der Freiherren von Krenkingen.

## Leben
Martin von Weißenburg war von 1491 bis 1508 der 58. Abt des Klosters Reichenau. Er stammte aus dem Geschlecht der Krenkinger, die sich später nach der Weißenburg nannten. Seine Güter übergab er seinem Vetter Jakob von Rüssegg aus dem Geschlecht der Herren von Reussegg bei Sins, Herr zu Roggenbach, Krenkingen und Weißenburg gegen die Zahlung von 20 Goldgulden jährlich. In seiner 15-jährigen Herrschaft verfasste vermutlich in seinem Auftrag der Kaplan Gallus Oehem ihm zu underthenigisten eheren und gefallen die Chronik von Reichenau.
Auf seinen Grabstein ließ er schreiben:
TUORUM PROGENITORUM ASPICE ARMA,

UBI MODO MILITENT, CORDE RECOGITA;

IBIS POST EOS NESCIUS AD TUMULUM

SEPELIENTUR TECUM CASSIS ET SCUTUM.
Sehr frei übersetzt nach Rüeger:
Die Waffen sind der Elteren mein,

die alle nun entschlafen sin;

Wo sie nun sind, das tracht ich wol,

inen billich ich volgen soll,

Und far hiemit ouch in das Grab,

und bin mit schild und helm schabab.